# Imperiul Mali
Imperiul Mali (în limbile Manding: Mandé sau Manden; în arabă مالي) a fost un imperiu din Africa de Vest din c. 1226 până la 1670. Imperiul a fost fondat de Sundiata Keita (c. 1214 – c. 1255) și a devenit renumit pentru bogăția conducătorilor săi, în special Mansa Musa (Musa Keita). Limbile Manding erau vorbite în imperiu. La apogeul său, Mali a fost cel mai mare imperiu din Africa de Vest, influențând pe scară largă cultura regiunii prin răspândirea limbii, a legilor și a obiceiurilor sale. O mare parte din informațiile înregistrate despre Imperiul Mali provin de la istoricul tunisian Ibn Khaldun din secolul al XIV-lea, de la călătorul marocan din secolul al XIV-lea Ibn Battuta și de la călătorul andaluz din secolul al XVI-lea Leo Africanus. Cealaltă sursă majoră de informații provine din tradiția orală Mandinka, așa cum este înregistrată de povestitorii cunoscuți sub numele de grioți.
Imperiul a început ca un mic regat Mandinka la cursurile superioare ale râului Niger, centrat în jurul regiunii Manding. În secolele al XI-lea și al XII-lea un imperiu a început să se dezvolte în urma declinului Imperiului Ghanei, sau Wagadu, la nord. În această perioadă, rutele comerciale s-au deplasat spre sud spre savană, stimulând creșterea unor state precum statul Bono. Istoria timpurie a Imperiului Mali (înainte de secolul al XIII-lea) este neclară, deoarece există relatări contradictorii și imprecise atât din partea cronicarilor arabi, cât și a păstrătorilor tradiției orale. Sundiata Keita este primul conducător pentru care există informații scrise corecte (prin Ibn Khaldun). Sundiata Keita a fost un prinț războinic al dinastiei Keita, care a fost chemat să elibereze localnicii de sub conducerea regelui Imperiului Sosso, Soumaoro Kanté. Cucerirea lui Sosso în c. 1235 a dat Imperiului Mali acces la rutele comerciale transsahariene.
În urma morții Sundiatei Keita în circa 1255, regii din Mali au fost denumiți cu titlul mansa. În circa 1285 Sakoura, un fost sclav al curții regale, a devenit împărat și a fost unul dintre cei mai puternici conducători ai Maliului, extinzând foarte mult teritoriul imperiului. A făcut un pelerinaj la Mecca în timpul domniei sultanului mameluc An-Nasir Mohamed (r. 1298–1308), dar a murit în călătoria sa de întoarcere. După domnia a încă doi împărați, Musa Keita a devenit mansa în circa 1312. A făcut un pelerinaj faimos la Mecca între 1324 și 1326. Darurile sale generoase pentru Egiptul mameluc și cheltuielile sale cu aur au provocat o inflație semnificativă în Egipt. Maghan I i-a succedat tatălui său ca mansa în 1337, dar a fost destituit de unchiul său Suleyman în 1341. În timpul domniei de 19 ani a lui Suleyman, Ibn Battuta a vizitat Maliul. Moartea lui Suleyman a marcat sfârșitul Epocii de Aur a Maliului și începutul unui declin lent.
Se știe din Tarikh al-Sudan că Mali era încă un stat considerabil în secolul al XV-lea. Exploratorul venețian Alvise Cadamosto și comercianții portughezi au confirmat că popoarele din Gambia erau încă supuse mansei din Mali. La vizita lui Leo Africanus la începutul secolului al XVI-lea, descrierile sale ale domeniilor teritoriale din Mali au arătat că acesta era încă un regat de dimensiuni considerabile. Cu toate acestea, începând cu 1507, state învecinate, cum ar fi Diara, Marele Fulo și Imperiul Songhai, au rupt din teritoriile de graniță ale Maliului. În 1542, Songhai au invadat capitala, dar nu a reușit să cucerească imperiul. În secolul al XVII-lea, Imperiul Mali s-a confruntat cu incursiuni din partea Imperiului Bamana. După încercările nereușite ale lui Mansa Mama Maghan de a cuceri Bamana, aceștia, ca represalii, în 1670 au jefuit și au incendiat capitala, iar Imperiul Mali s-a dezintegrat rapid și a încetat să mai existe, fiind înlocuit de căpetenii independente. Dinastia Keita s-a retras în orașul Kangaba, unde a condus provincia.